# Vaylats
Vaylats é uma comuna francesa na região administrativa de Occitânia, no departamento de Lot. Estende-se por uma área de 26,37 km². Em 2010 a comuna tinha 327 habitantes (densidade: 12,4 hab./km²).